# Italian Spiderman
Italian Spiderman é um curta-metragem australiano que faz uma paródia de filmes de ação e aventura italianos das décadas de 1960 e 1970, é baseado no personagem Homem-Aranha de Stan Lee e Steve Ditko, lançado pela primeira vez no YouTube em 2007. A paródia pretende ser um filme perdido da Alrugo Entertainment, um coletivo de produção cinematográfica australiano formado por Dario Russo, Tait Wilson, David Ashby, Will Spartalis e Boris Repasky.

## Elenco
- David Ashby - Italian Spiderman
- Leombruno Toscana - Captain Maximum
- Carmine Russo - Professor Bernardi
- Susanna Dekker - Jessica